# Avatharappathi
 (novembre 2023).
Si vous disposez d'ouvrages ou d'articles de référence ou si vous connaissez des sites web de qualité traitant du thème abordé ici, merci de compléter l'article en donnant les références utiles à sa vérifiabilité et en les liant à la section « Notes et références ».
Avathara Pathi signifie en Tamoul l'endroit où Dieu s'est incarné. Ce Pathi fait partie des lieux sacrés dans la religion Ayyavazhi et a été construit à Thiruchendur (en), à quelques kilomètres au sud du temple du dieu Kārttikeya (appelé Murugan en Tamoul), sur le bord de mer.
D'après le principal texte sacré Ayyavazhi, l’Akilattirattu Ammanai, le seigneur Narayana s'est incarné dans le dieu Ayya Vaikundar dans la mer. L'Avatharappathi est érigé à l'endroit d'où Vaikundar s'est alors élevé.
Ce lieu ne fait cependant pas partie des cinq lieux sacrés Ayyavazhi, nommés Panchappathis. Comme l'endroit n'était pas même reconnu au rang de Pathi par Vaikundar, certains disent qu'il ne mérite donc pas d'être appelé Pathi. Par ailleurs, l'endroit n'est pas mentionné dans les autres textes comme l’Arul Nool.